# Cornelis Compter
Cornelis Hendrik Compter (* 16. Juli 1894 in Den Haag; † 23. Februar 1945 im KZ Mauthausen-Gusen) war ein niederländischer Gewichtheber in der Klasse Federgewicht.
Cornelis Compter war Klempner von Beruf. 1928 startete er bei den Olympischen Spielen in Amsterdam im Gewichtheben und belegte mit einer Gesamtleistung von 237,50 Kilogramm Platz 20. 
Im Februar 1945 kam Compter im Nebenlager Gusen des KZ Mauthausen zu Tode. Der Grund für seine Verschleppung ist nicht bekannt.